# 安德烈·圣拉居
讓-安德烈·圣拉居（法語：Jean-André Sainte-Laguë，法語發音：[ɑ̃dʁe sɛ̃t laɡy]；1882年4月20日—1950年1月18日），法国数学家，图论领域的先驱。他以对席位分配方法的研究（于1910年发表）而闻名，其中的聖拉古法即以其命名。